# Victor Kiplangat
Victor Kiplangat, né le 10 novembre 1999 à Kapchorwa (en), est un coureur de fond ougandais. Il a remporté le titre du marathon des championnats du monde 2023, les championnats du monde de course en montagne 2017, ainsi que la médaille d'or du marathon aux Jeux du Commonwealth de 2022.

## Biographie

### Débuts et succès en course en montagne
Né à Kapchorwa (en) dans la région Est, Victor Kiplangat se met à pratiquer l'athlétisme dès son plus jeune âge, inspiré par les exploits de son compatriote Stephen Kiprotich. Il s'essaie d'abord à la discipline du sprint où ses résultats s'avèrent très décevants. Il s'essaie ensuite à la course de fond où il démontre un véritable talent aussi bien sur piste qu'en cross-country et en course en montagne.
Ses bonnes performances lui offrent ses premières sélections internationales en 2016. Il y remporte la médaille d'argent en junior aux championnats du monde de course en montagne à Sapareva Banya. Il prend ensuite part aux championnats du monde juniors d'athlétisme à Bydgoszcz où il termine 18e sur 5 000 m en 14 min 21 s 22. Il décroche également des podiums sur des épreuves individuelles avec une troisième place au cross della Vallagarina et une deuxième place à la course de Šmarna Gora.

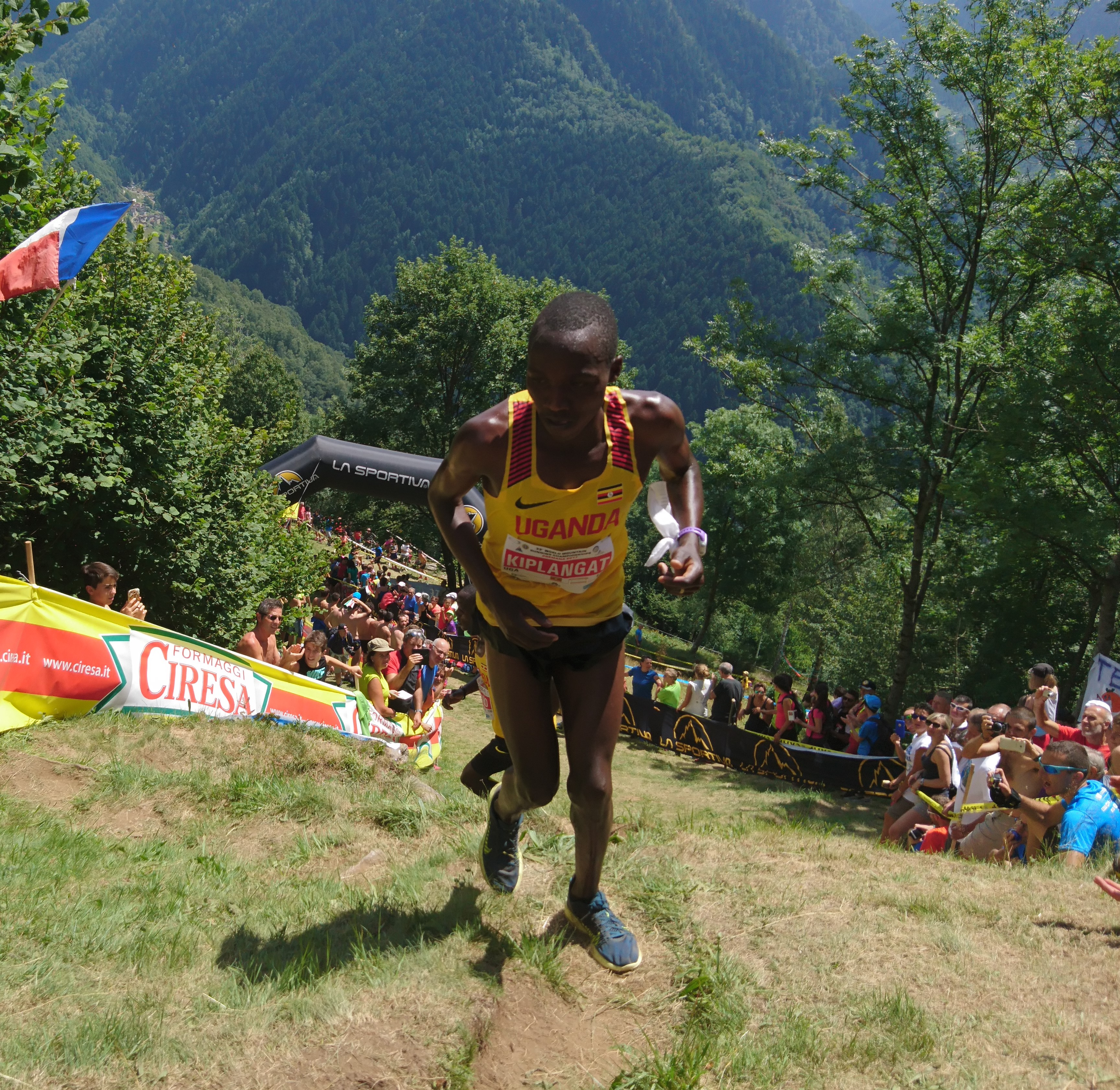
Victor Kiplangat aux championnats du monde de course en montagne 2017.

Il décroche la médaille de bronze aux championnats d'Ouganda junior de cross-country 2017 à Kampala, puis prend part aux championnats du monde de cross-country qui se déroulent également à Kampala. Il termine 18e junior. Lors des championnats du monde de course en montagne à Premana, il se livre à un duel avec son compatriote Joel Ayeko, champion junior 2017, et parvient à s'imposer pour remporter le titre. Le champion du monde 2015 Fred Musobo les rejoint sur le podium 100 % ougandais.
Aux championnats du monde de course en montagne 2018 à Canillo, il se retrouve à nouveau en tête avec ses compatriotes. Robert Chemonges remporte le titre et Victor la médaille de bronze sur un podium toujours dominé par l'Ouganda. Aux championnats du monde juniors d'athlétisme à Tampere, il se classe sixième du 10 000 m en établissant son record personnel en 28 min 42 s 77.
Il décroche la victoire du semi-marathon de la Paderborn Osterlauf le 20 avril 2019. Il termine quatrième du semi-marathon du Lion le 29 septembre en établissant son record personnel en 1 h 0 min 16 s.
Le 17 octobre 2020, il termine seizième des championnats du monde de semi-marathon à Gdynia et remporte la médaille de bronze au classement par équipes avec Jacob Kiplimo et Joshua Cheptegei.

### Transition vers le marathon
Le novembre 2021, il fait ses débuts sur la distance du marathon en prenant le départ du marathon d'Istanbul. Après une première lutte en début de courses avec les Kényans Robert Kipkemboi et Moses Kemei ainsi qu'avec son compatriote Solomon Mutai, Victor prend les commandes de la course pour s'imposer en 2 h 10 min 18 s.
Non sélectionné pour les championnats du monde d'athlétisme 2022 à Eugene, il se fixe comme objectif le marathon des Jeux du Commonwealth à Birmingham. Il y domine l'épreuve et malgré une erreur de parcours au kilomètre 35, s'impose en 2 h 10 min 55 s, battant d'une minute le Tanzanien Alphonce Simbu.
Le 27 août 2023, il s'élance au départ du marathon des championnats du monde d'athlétisme à Budapest. Courant dans le groupe de tête, il lance une première attaque à mi-parcours et se retrouve au coude-à-coude avec le tenant du titre Tamirat Tola. Luttant avec ce dernier en tête, Victor Kiplangat lance une nouvelle accélération au kilomètre 30 et parvient à se défaire de son rival qui finit par abandonner. Il termine l'épreuve en solitaire pour remporter le titre en 2 h 8 min 53 s. Il devient le second Ougandais à remporter le titre de champion du monde de marathon, dix ans après Stephen Kiprotich.

## Palmarès

### Route/cross
| Année | Compétition                            | Lieu           | Place | Épreuve          | Temps           |
| ----- | -------------------------------------- | -------------- | ----- | ---------------- | --------------- |
| 2016  | Cross della Vallagarina                | Villa Lagarina | 3e    | Cross-country    | 26 min 53 s     |
| 2017  | Amatrice-Configno                      | Configno       | 3e    | Course populaire | 25 min 5 s      |
| 2019  | Paderborner Osterlauf                  | Paderborn      | 1er   | Semi-marathon    | 1 h 1 min 45 s  |
| 2019  | Semi-marathon de Bucarest              | Bucarest       | 3e    | Semi-marathon    | 1 h 1 min 26 s  |
| 2020  | Championnats du monde de semi-marathon | Gdynia         | 16e   | Semi-marathon    | 1 h 0 min 29 s  |
| 2021  | Marathon d'Istanbul                    | Istanbul       | 1er   | Marathon         | 2 h 10 min 18 s |
| 2022  | Marathon de Hambourg                   | Hambourg       | 4e    | Marathon         | 2 h 5 min 9 s   |
| 2022  | Jeux du Commonwealth                   | Birmingham     | 1er   | Marathon         | 2 h 10 min 55 s |
| 2022  | Kolkata 25K                            | Calcutta       | 3e    | 25 kilomètres    | 1 h 12 min 56 s |
| 2023  | Marathon d'Osaka                       | Osaka          | 2e    | Marathon         | 2 h 6 min 3 s   |
| 2023  | Championnats du monde                  | Budapest       | 1er   | Marathon         | 2 h 8 min 53 s  |
| 2024  | Jeux olympiques                        | Paris          | 37e   | Marathon         | 2 h 11 min 59 s |

### Course en montagne
| no  | masculin           | Course                                      | Longueur | Départ            | Temps       |
| --- | ------------------ | ------------------------------------------- | -------- | ----------------- | ----------- |
| 2e  | Médaille d'argent  | Course de Šmarna Gora                       | 10 km    | 1er octobre 2016  | 42 min 25 s |
| 1re | Médaille d'or      | Championnats du monde de course en montagne | 13 km    | 30 juillet 2017   | 52 min 31 s |
| 3e  | Médaille de bronze | Championnats du monde de course en montagne | 12 km    | 16 septembre 2018 | 55 min 54 s |

## Records
| Épreuve       | Performance     | Date             | Lieu      |
| ------------- | --------------- | ---------------- | --------- |
| 1 500 mètres  | 4 min 2 s 95    | 6 mai 2016       | Orvieto   |
| 3 000 mètres  | 8 min 11 s 69   | 29 avril 2017    | Florence  |
| 5 000 mètres  | 14 min 1 s 58   | 29 août 2017     | Rovereto  |
| 10 000 mètres | 28 min 16 s 40  | 7 octobre 2020   | Valence   |
| 10 kilomètres | 28 min 29 s     | 28 mai 2017      | Arezzo    |
| 15 kilomètres | 43 min 27 s     | 17 novembre 2019 | Nimègue   |
| Semi-marathon | 59 min 26 s     | 29 novembre 2020 | New Delhi |
| 25 kilomètres | 1 h 12 min 56 s | 18 décembre 2022 | Calcutta  |
| Marathon      | 2 h 5 min 9 s   | 24 avril 2022    | Hambourg  |